# Keion Brooks Jr.
Keion Lee Brooks Jr. (Fort Wayne, Indiana; 7 de agosto de 2000) es un baloncestista estadounidense que pertenece a la plantilla de los New Orleans Pelicans de la NBA, con un contrato dual que le permite jugar además en su filial de la G League, los Birmingham Squadron. Con 2,01 metros de estatura, juega en la posición de alero.

## Trayectoria deportiva

### Universidad
Tras disputar en su etapa de secundaria el prestigioso Jordan Brand Classic, jugó tres temporadas con los Wildcats de la Universidad de Kentucky, en las que promedió 8,3 puntos y 4,4 rebotes por partido. El 4 de abril de 2022 se declaró elegible para el draft de la NBA de 2022 manteniendo su elegibilidad universitaria.
En lugar de regresar a Kentucky, decidió ingresar al portal de transferencias de la NCAA. El 6 de junio de 2022 se comprometió con los Huskies de la Universidad de Washington, Allí disputó dos temporadas más, en las que promedió 19,4 puntos, 6,8 rebotes, 1,4 asistencias y 1,0 tapones por partido. En ambas temporadas fue incluido en los mejores quintetos de la Pac-12 Conference, en el segundo en 2023 y en el primero en 2024.

#### Estadísticas
| Año     | Equipo     | PJ  | PT  | MPP  | %TC  | %3P  | %TL  | RPP | APP | ROB | TPP | PPP  |
| ------- | ---------- | --- | --- | ---- | ---- | ---- | ---- | --- | --- | --- | --- | ---- |
| 2019–20 | Kentucky   | 31  | 6   | 15.1 | .472 | .263 | .630 | 3.2 | .2  | .4  | .4  | 4.5  |
| 2020–21 | Kentucky   | 16  | 3   | 23.6 | .441 | .214 | .795 | 6.8 | 1.6 | .6  | .8  | 10.3 |
| 2021–22 | Kentucky   | 33  | 33  | 24.5 | .491 | .233 | .783 | 4.4 | 1.0 | .7  | .6  | 10.8 |
| 2022–23 | Washington | 30  | 30  | 35.5 | .433 | .286 | .794 | 6.7 | 1.4 | .7  | 1.2 | 17.7 |
| 2023–24 | Washington | 32  | 32  | 35.0 | .487 | .380 | .794 | 6.8 | 1.4 | .7  | .8  | 21.1 |
| Total   | Total      | 142 | 104 | 27.0 | .466 | .313 | .784 | 5.4 | 1.1 | .6  | .8  | 13.1 |

### Profesional
Tras no ser elegido en el Draft de la NBA de 2024, se unió a los New Orleans Pelicans para la Liga de Verano de la NBA, y el 24 de septiembre firmó contrato con el equipo. Sin embargo, fue despedido el 16 de octubre, y doce días más tarde se unió a su filial en la G League, los Birmingham Squadron. El 9 de enero de 2025 firmó un contrato dual con los Pelicans.

## Estadísticas de su carrera en la NBA

### Temporada regular
| Año     | Equipo      | PJ | PT | MPP  | %TC  | %3P  | %TL  | RPP | APP | ROB | TPP | PPP  |
| ------- | ----------- | -- | -- | ---- | ---- | ---- | ---- | --- | --- | --- | --- | ---- |
| 2024-25 | New Orleans | 14 | 6  | 23.7 | .486 | .326 | .733 | 4.1 | .9  | .7  | .7  | 10.1 |
| Total   | Total       | 14 | 6  | 23.7 | .486 | .326 | .733 | 4.1 | .9  | .7  | .7  | 10.1 |